# Faber Drive
Faber Drive ist eine kanadische Pop-Punk-Band aus Mission, British Columbia. Sie steht bei dem Musiklabel 604 Records unter Vertrag. Sie spielte bereits als Vorband für Nickelback, Simple Plan und Hedley.

## Bandgeschichte
Die Band gründete sich im Jahr 2004. Der Name geht auf den Frontman der Band, Dave Faber, zurück. Angeblich überfuhr Faber mit dem Auto eine rote Ampel, weshalb sein Beifahrer ihm zurief: „Faber, Drive!“ (dt. „Faber, fahr!“). Aus diesem Ausruf entstand schließlich der Bandname.
Im Jahr 2006 gewann die Band, bis dahin noch unter einem anderen Namen auftretend, den Battle of the Bands beim kanadischen Radiosender The Fox 99.3. Am 9. Oktober 2007 brachte Faber Drive dann das Debütalbum Seven Second Surgery heraus.
Das zweite Studioalbum, Can't Keep A Secret, veröffentlichte die Band am 10. November 2009. Die aus dem Album ausgekoppelte Single G-Get Up and Dance erreichte den 6. Platz in den Canadian Hot 100. Drei Jahre später, am 28. August 2012, wurde mit Lost in Paradise das dritte und bisher letzte Studioalbum herausgegeben. Aus diesem Album wurden Musikvideos für die Titel Do It In Hollywood, Candy Store und Life Is Waiting gedreht. Faber Drive spielte anschließend eine Tournee, in der sie neben Konzerten in Kanada unter anderen auch zwei Shows in Singapur spielten.

## Preise
- 2007: SOCAN für Tongue Tied
- 2008: Canadian Radio Music Awards (Best New Group)

## Diskografie
Alben
- 2007: Seven Second Surgery (604 Records)
- 2009: Can't Keep A Secret (604 Records)

Singles
- 2007: Second Chance (Seven Second Surgery)
- 2007: Tongue Tied (Seven Second Surgery)
- 2008: When I’m With You (Seven Second Surgery)
- 2009: G-Get Up and Dance! (Can’t Keep A Secret)
- 2009: Give Him Up (Can’t Keep A Secret)
- 2010: You and I Tonight (Can’t Keep A Secret)